# Гідрид рубідію
Гідри́д рубі́дію — неорганічна бінарна сполука з хімічною формулою RbH, має вигляд білих кубічних кристалів. Використовується як відновник в органічному синтезі та для очистки металевих виробів.

## Отримання
Гідрид рубідію, як й інші гідриди лужних металів, отримують дією водню на розжарений металічний рубідій:
{\displaystyle \mathrm {2Rb+H_{2}{\xrightarrow {400^{o}C}}2RbH\!} }
Іншим методом є відновлення солей рубідію:
{\displaystyle \mathrm {Rb_{2}CO_{3}+Mg+H_{2}{\xrightarrow {pyrolysis}}2RbH+MgO+CO_{2}\!} }

## Хімічні властивості
Гідрид рубідію є достатньо активною сполукою: він реагує з рідким аміаком та водою:
{\displaystyle \mathrm {RbH+NH_{3}\rightarrow RbNH_{2}+H_{2}\!} }
{\displaystyle \mathrm {RbH+H_{2}O\rightarrow RbOH+H_{2}\!} }
При нагріванні гідрид реагує з багатьма неметалами та їх оксидами:
{\displaystyle \mathrm {2RbH+O_{2}{\xrightarrow {250^{o}C}}2RbOH\!} }
{\displaystyle \mathrm {2RbH+2S{\xrightarrow {300-350^{o}C}}Rb_{2}S+H_{2}S\!} }
{\displaystyle \mathrm {RbH+Cl_{2}{\xrightarrow {400^{o}C}}RbCl+HCl\!} }
А також із розчинами кислот:
{\displaystyle \mathrm {RbH+HCl\rightarrow RbCl+H_{2}\!} }

## Застосування
Гідрид рубідію використовують для депротонування органічних кислоти та спиртів, для відновлення металів з їх сполук, зокрема оксидів.